# Беломорск (порт)
Порт Беломорск — морской порт на Белом море в городе Беломорск, занимает акваторию от 331,7 км Беломорско-Балтийского канала до приемного морского буя в Сорокской губе Белого моря.
Навигация осуществляется с мая по октябрь. Имеется причал, к которому могут подходить суда с осадкой до 3,5 метров.
До входа в Беломорско-Балтийский канал суда идут по морскому каналу.

## История
Поморы села Сорока издревле ходили в море на рыбный промысел и в XIX—XX веках в его черте существовали пристани, к которым могли приставать мелкосидящие суда, в том числе пристань казённого винного склада на острове Сорока. Пароходы Архангельско-Мурманского срочного пароходства пересаживали пассажиров на рейде в баркасы, на которых они и добирались до Сороки.
Со строительством Мурманской железной дороги к Сорокской бухте была проложена железнодорожная ветка, силами Управления по переустройству Сорокского и Кемского портов была построена пристань, однако к ней могли приставать только суда небольшого водоизмещения. Были построены причальные сооружения и на мысе Разнаволок рядом с городом.
В 1916 г. в Сороцком порту от оконечности острова Старчины вдоль строения была построена эстакада.
В 1920-е — начало 1930-х Сорока была приписной пристанью порта Кемь, и находилась сначала в подчинении Центрального управления морского транспорта РСФСР (ЦУМОРа), а затем — Управления Мурманского и Кемского портов Мурманской железной дороги (Муркомпорта).

### Беломорский морской порт Беломорско-Онежского пароходства
В 1934 Управление Беломорско-Балтийского канала в соответствии с постановлением ЦК ВКП(б) и Совета Народных Комиссаров СССР от 5 мая 1934 г. приняло решение о создании перворазрядной эксплуатационной пристани Сорока с выделением местного флота с правом оперативного управления.
Районом действия пристани были определены Беломорканал от 16 до 19 шлюза и пункты Белого и Баренцева морей. Первым начальником пристани стал А. И. Орлов.
Первоначально к пристани был приписан один пароход — буксир «Щорс», имелось 4 свайных причала, 2 жилых дома, магазин и склад.
С 1935 по 1941 гг. действовала пассажирско-экскурсионная линия Сорока — Повенец на пароходе «Карл Маркс», 
С 1938 г. пристань Сорока вошла в Беломорско-Онежский эксплуатационный участок Северо-Западного пароходства, а после преобразования его в Беломорско-Онежское пароходство в 1940 г. — как пристань Беломорск , в состав БОПа.
В годы Великой Отечественной войны пристань занималась военными перевозками для нужд Карельского фронта.
В 1960 г. пристань Беломорск была объединена с Беломорской ремонтно-эксплуатационной базой флота БОПа.  Судами местного флота осуществлялась буксировка леса в плотах морем из Кеми в Беломорск, а также перевозка пассажиров на линиях Калевала-Луусалми ,Вокнаволок-Войница, Софпорог-Зашеек, Чупа-Картеж.
В 1967 г. был образован Беломорский эксплуатационный участок БОПа, в 1973 г. ставший Беломорским районным управлением БОПа. В те годы на хозяйственно-техническое обслуживание были приписаны сухогрузы типа «Беломорский», «Медвежьегорск», «Балтийский», "Волго-Балт", буксирные и несамоходные суда. В 1976 г. был  образован Беломорский морской порт Беломорско-Онежского пароходства. Плавучие краны порта выполняли погрузочно-разгрузочные работы в Рабочеостровске Кемского района , у причалов в Беломорске и Сосновце. 
C 1995 по 2009 гг. в порту Беломорск выполнялось комплексное обслуживание транзитного флота и  осуществлялись пассажирские перевозки на Соловецкие острова на теплоходе «Беломорье» (проект «Александр Грин») и судне на подводных крыльях «Комета-12».
В порту имелась служба капитана порта Беломорск БОПа, в 2001 г. переданная под юрисдикцию Беломорско-Онежского государственного бассейнового управления водных путей и судоходства, в 2013 г. надзор за акваторией Беломорского морского порта перешел к администрации порта Онега в Архангельской области, порт входит в его состав в качестве морского терминала Беломорск.

### Беломорский рыбный порт
Находился в Сорокской бухте. С 1950-х гг. принадлежал Беломорской базе гослова рыбы.
В период с 2009-2017 г. г. от причала в прошлом рыбного порта, и с 2017 по 2019 г.г. от причала п.Водников, осуществлялись рейсы пассажирского трехпалубного катамарана «Сапфир» на Соловецкие острова.

## Перспективы
Существуют проекты строительства к 2019 г. нового круглогодично действующего морского порта с универсальным погрузочно-разгрузочным комплексом мощностью нового 9 млн тонн в год.
Порт должен быть создан на месте Беломорского рыбного порта.
Проект планируется реализовать в виде частно-государственного партнерства с освоением 9,5 миллиардов руб. Для этих целей было образовано ЗАО «Беломорский порт».

## Фотогалерея
|                                         |                                               |                         |
| Причал Беломорского морского порта БОПа | Катамаран «Сапфир» в Беломорском рыбном порту | Беломорский рыбный порт |